# 대관령박물관
대관령박물관은 강원특별자치도 강릉시 성산면에 위치한 박물관이다. 청동기, 철기, 신라, 삼국, 조선시대 등 약 2000여점의 유물을 소장하고 있다.

## 설립 배경
고미술품 수집과 연구를 하던 홍귀숙씨가 1993년 5월 15일 강릉의 영산인 대관령 중턱 어흘리에 연 박물관이다. 2003년 3월 13일 박물관 건물과 2,000여 점에 이르는 유물일체를 강릉시에 기증하였다.

## 전시실 구성
전시실은 총 6개방으로 이루어져 있다.
- 백호방: 전체 전시실의 중심이며 불교미술품과 전적과 목각인형 등이 전시되어 있다.
- 현무방: 금동과대, 청동거울, 청동도추 등 신라에서 조선시대에 이르기까지의 청동유물이 전시되어 있다.
- 토기방: 청동기시대의 붉은간토기와 돌칼을 비롯하여 삼국시대의 독무덤, 굽다리접시 등이 전시되어 있다.
- 청룡방: 고려시대의 제작된 청자와 조선시대의 분청사기, 백자, 청화백자 양식의 접시·대접·항아리·병·향로 등 전통 도자기가 전시되어 있다.
- 우리방: 상류계층부터 일반 서민계층에게까지 사용되었던 의식주관련 생활용품들을 둘러볼 수 있다.
- 주작방: 전통혼례를 치를 때 초례청에 놓이는 교배상과 신부가 신행 때 타고가는 가마를 비롯하여 민화, 글씨 등의 서화가 전시되어 있다.[3]

## 개관일
오전 09:00 ~ 오후 06:00 동안 개관한다. 휴관일은 매년 1월 1일, 설날당일, 추석당일이다.

## 요금
- 일반:1000(단체:700원)
- 청소년·군인:700(단체:500원)
- 어린이:400(단체:300원)
- 30명이상 단체 적용가능, 강릉시민은 50%할인이며 일요일은 무료[5]